# 羅穆盧斯 (阿拉巴馬州)
羅穆盧斯（英語：Romulus）是位於美國阿拉巴馬州塔斯卡盧薩縣的一個非建制地區。該地的面積和人口皆未知。

## 地理
羅穆盧斯的座標為33°08′51″N 87°45′07″W / 33.14750°N 87.75194°W，而該地的平均海拔高度為97米（即318英尺）。